# Massacro di Rosewood
Il massacro di Rosewood fu uno scontro a sfondo razzista accaduto durante la prima settimana di gennaio 1923, che vide scontrarsi la popolazione nera e quella bianca della contea di Levy, in Florida, e che portò alla morte di almeno otto persone e alla completa distruzione del villaggio di Rosewood. Tutto ebbe origine da una falsa accusa di stupro di una donna bianca del vicino centro abitato di Sumner contro un vagabondo nero, a seguito della quale si scatenò una persecuzione generalizzata contro i neri, alla quale essi tuttavia si opposero con una strenua resistenza.

## Contesto
Rosewood fu fondata nel 1845 a est di Cedar Key, vicino al Golfo del Messico. L'industria locale ruotava intorno ai boschi da cui si ricavava il palissandro (rosewood in inglese, da cui il nome del villaggio) con la presenza di segherie e altre industrie per la lavorazione del legname.
A Rosewood I primi coloni erano sia neri sia bianchi. Quando furono tagliati la maggior parte degli alberi, intorno al 1890, le fabbriche vennero chiuse e molti residenti bianchi si spostarono a Sumner. Nel 1900 la popolazione di Rosewood era diventata prevalentemente nera mentre la città di Sumner prevalentemente bianca e le relazioni tra le due comunità erano relativamente amichevoli.
Come era comune nel Sud alla fine del XIX secolo, la Florida aveva imposto la segregazione razziale legale secondo le leggi Jim Crow, che richiedevano strutture pubbliche e trasporti separati; pertanto entrambi i gruppi crearono i propri centri sociali. Nel 1920 Rosewood era per lo più autosufficiente: vi si trovavano tre chiese, una scuola, una grande sala massonica, una fabbrica di trementina, un mulino per la canna da zucchero, una squadra di baseball di nome Rosewood Stars, e due empori, uno dei quali era di proprietà di bianchi.

## Contesto politico
La violenza razziale durante quel tempo era comune in tutti gli Stati Uniti e si manifestava con singole aggressioni o attacchi ad intere comunità. La frequenza dei linciaggi raggiunse un picco alla fine del secolo e continuarono ad essere usati come punizione sommaria in tutto il sud degli Stati Uniti. Nel 1866 in Florida e in altri stati del sud vennero approvate leggi chiamate Black Codes ("Codici neri") che privarono dei diritti civili i cittadini neri; senza il diritto di voto ai neri fu impedito di partecipare alle giurie popolari e non potevano essere candidati alle elezioni, a qualsiasi titolo, ed erano quindi di fatto esclusi dal processo politico.
La violenza stragiudiziale era così comune in Florida che spesso non compariva nemmeno nelle prime pagine dei giornali: nel 1920, alcuni bianchi, prelevati quattro uomini neri da una prigione locale, li linciarono dopo che erano stati accusati di aver violentato una donna bianca a Macclenny. Poche settimane prima del massacro Rosewood, si verificò il massacro di Perry, tra il 14 e il 15 dicembre 1922, in cui i bianchi attaccarono la comunità nera di Perry, in Florida, e bruciarono sul rogo un uomo di colore, Charles Wright, dopo l'uccisione di un insegnante bianco. Il giorno dopo altri due uomini neri furono fucilati e impiccati; i bianchi poi bruciarono la scuola nera della città, la loggia massonica, la chiesa, il circolo ricreativo e le case di molte famiglie.

## Gli eventi
Tutto nacque quando una donna bianca di Sumner, Frances "Fannie" Taylor, di 22 anni, affermò che era stata aggredita e violentata da un uomo di colore. Si scoprì che un prigioniero nero, tale Jesse Hunter, era evaso da una colonia penale vicina; immediatamente partì la caccia all'uomo condotta sia dallo sceriffo del luogo, sia da privati cittadini bianchi. Proprio un gruppo di questi arrivò presso la casa di Sam Carter, un fabbro locale, lo torturarono fino a fargli ammettere che aveva nascosto il fuggitivo, dopodiché lo uccisero e lo impiccarono ad un albero.
I bianchi si diressero poi a Rosewood nell'intento di continuare le violenza per punire l'intera comunità, ma incontrarono la forte opposizione degli abitanti che risposero agli attacchi causando due vittime tra i bianchi, i quali non si aspettavano una così forte reazione e furono costretti a ritirarsi. Nei giorni successivi tuttavia diverse centinaia di bianchi per rappresaglia organizzarono una vera e propria "caccia al nero" per la campagna e incendiarono quasi tutte le case del villaggio. Alla fine si contarono almeno sei morti tra i neri. I sopravvissuti si nascosero per diversi giorni nelle paludi vicine e vennero evacuati in treno e auto verso le città più grandi. Anche se le autorità statali e locali erano a conoscenza delle incursioni, non arrestarono nessuno per i fatti di Rosewood. La città fu abbandonata dai residenti e nessuno vi è più tornato.

## Conseguenze
Anche se la notizia della rivolta fu ampiamente riportata in tutto il paese, pochi documenti ufficiali attestarono l'evento. I sopravvissuti, i loro discendenti, e gli autori rimasero in silenzio su Rosewood per decenni. Sessanta anni dopo la rivolta, la storia di Rosewood fu riscoperta dai mezzi di informazione quando diversi giornalisti indagarono su di essa nei primi anni 1980. I sopravvissuti e i loro discendenti decisero di citare in giudizio lo Stato della Florida per aver omesso di proteggerli. Nel 1993 il Parlamento della Florida commissionò un'inchiesta sugli eventi. A seguito dei risultati, la Florida divenne il primo stato degli Stati Uniti a risarcire i sopravvissuti e i loro discendenti per i danni subiti a causa della violenza razziale. Il massacro fu oggetto di un film omonimo del 1997 diretto da John Singleton.